# Emily Hobhouse
Emily Hobhouse (St Ive, 9 april 1860 - Londen, 8 juni 1926) was een Britse journaliste en mensenrechtenactiviste, die met name bekend is geworden door de wijze waarop zij tijdens de Tweede Boerenoorlog de situatie aan de kaak stelde in de Britse concentratiekampen in Zuid-Afrika, waar tienduizenden kinderen en vrouwen stierven in erbarmelijke omstandigheden.

## Biografie
Hobhouse werd geboren in Cornwall in een vooraanstaande anglicaanse familie. Nadat ze vijftien jaar lang haar zieke vader had verzorgd zette ze zich in voor mensenrechten, waaronder het lot van geëmigreerde Engelse mijnwerkers in Amerika en vrouwen en kinderen in fabrieken.

### Activisme
Als voorzitter van de South African Conciliation Committee richtte ze in 1900 haar pijlen op de Boerenvrouwen die onder de Tweede Boerenoorlog te lijden hadden. In september van dat jaar werd het South African Women and Children Distress Fund opgericht, waarmee ze £300 ophaalde voor hulpgoederen. Met toestemming van Alfred Milner en Horatio Kitchener vertrok ze op 22 januari 1901 per trein van Kaapstad naar Bloemfontein. Drie dagen later bezocht ze het plaatselijke Bloemfontein-konsentrasiekamp  waar erbarmelijke toestanden heersten. De dood van Lizzie van Zyl in datzelfde concentratiekamp zou ze aangrijpen om de omstandigheden aan de kaak te stellen. Tot eind april bleef ze de concentratiekampen van de Oranjerivierkolonie, Kimberley en Mafeking bezoeken. Op 8 mei vertrok ze weer uit Kaapstad en op 24 mei arriveerde ze in Southampton.
Terug in Engeland probeerde Hobhouse in contact te komen met politici om de rampzalige toestanden in de concentratiekampen aan het licht te brengen. Bij vertegenwoordigers van de regering vond ze geen gehoor. Het was de toenmalige oppositieleider Sir Henry Campbell-Bannerman die haar aantijgingen serieus nam en publiekelijk maakte. Op 18 juni verscheen haar rapport Report of a Visit to the Camps of Women and Children in the Cape and Orange River Colonies in druk. Hoewel haar aantijgingen in heel Europa tot grote ophef leidden veranderde de Britse regering in de eerste maanden nauwelijks van beleid. Uiteindelijk besloot het Britse kabinet een commissie onder leiding van Millicent Fawcett (bestaande uit alleen vrouwen) naar zuidelijk Afrika te sturen. Deze commissie bevestigde de waarnemingen van Emily Hobhouse, zodat maatregelen genomen werden, waarna het sterftecijfer uiteindelijk spectaculair afnam.

### Latere leven
Na de oorlog keerde ze meerdere malen terug naar Zuid-Afrika om bij te dragen aan de wederopbouw en groeide uit tot een heldin voor de Afrikaners. Ze overleed op 8 juni 1926 in Londen. Haar as werd overgebracht naar Bloemfontein en na een plechtige rouwdienst op 27 oktober geplaatst in een uitgehouwen nis aan de voet van het Nasionale Vrouemonument.
Hobhouse was de zus van de Britse politicus Leonard Trelawny Hobhouse.

## Externe literatuur
- Hall, John. That Bloody Woman: The Turbulent Life of Emily Hobhouse (Truro, Cornwall; Truran Publishers, May 2008). ISBN 978-185022-217-0
- Martin Bossenbroek: De boerenoorlog. Amsterdam, Atheneum Polak & Van Gennep, 2012. ISBN 9789025369934
- (af)  Swart, M.J., e.a. (red.): Afrikaanse Kultuuralmanak. Aucklandpark: Federasie van Afrikaanse Kultuurvereniginge, 1980, p.110. ISBN 0-620-04543-4